# Te confieso
«Te confieso» es una canción interpretada por el dúo de pop mexicano Camila, este fue el segundo sencillo de su cuarto álbum de estudio Hacia adentro, lanzado el 24 de enero de 2019.

## Antecedentes y composición
Mario Domm y Pablo Hurtado hablaron sobre este tema en el Track by Track del álbum diciendo: "Habla de una persona que promete amarla con toda el alma por siempre y hasta cuando dure"

## Video musical
El sencillo cuenta con un video musical que fue filmado en Venezuela y dirigido por Nuno Gómez.

## Posicionamiento en listas
| País                                         | Posición |
| -------------------------------------------- | -------- |
| Estados Unidos (Billboard - Hot Latin Songs) | 27       |